# Julia Glass
Julia Glass (Boston, 23 marzo 1956) è una scrittrice statunitense vincitrice del National Book Award per la narrativa nel 2002 per il romanzo Tre volte giugno.

## Biografia
Nata nel 1956 a Boston, vive e lavora come editor e giornalista a Marblehead, nel Massachusetts.
Laureata a Yale nel 1978, esordisce nel 2002 con il romanzo Tre volte giugno col quale vince il National Book Award.
In seguito ha pubblicato altri 6 romanzi, tra i quali A House Among the Trees del 2017.

## Opere

### Romanzi
- Tre volte giugno (Three Junes, 2002), Roma, Nutrimenti, 2007 traduzione di Caterina Barboni e Giovanna Scocchera ISBN 978-88-88389-78-3.
- I dolci ingredienti del destino (The whole world over, 2006), Firenze-Milano, Giunti, 2012 traduzione di Giovanna Scocchera ISBN 978-88-09-77079-9.
- I see you everywhere (2008)
- Quanti giorni dopo di lei (The Widower's Tale, 2010), Firenze-Milano, Giunti, 2011 traduzione di Giovanna Scocchera ISBN 978-88-09-75956-5.
- L'oscura sacralità della notte (And the Dark Sacred Night, 2014), Roma, Nutrimenti, 2015 traduzione di Dora Di Marco ISBN 978-88-6594-414-1.
- A House Among the Trees (2017)
- Vigil Harbor (2022)